# Халупа (Поморское воеводство)
Халупа (польск. Chałupa, кашубск. Chałëpa) — кашубское поселение на севере Польши на западе кашубского озёрного округа, находящееся в Поморском воеводстве, в Бытувском повете, входящем в гмину Пархово. Поселение является частью деревни Чощница. Оно расположено примерно в 6 километрах от Пархово, в 18 километрах от Бытува и 64 километрах западнее от Гданьска.
С 1975 по 1998 гг это место было административной единицей Слупского воеводства.
До 1920 года место носило немецкое название Alt Chalupe.
Перейдите к статье История померании, чтобы получить больше информации об истории данной области.